# António Caetano de Abreu Freire Egas Moniz
António Caetano de Abreu Freire Egas Moniz (Avanca, 29. studenog, 1874., - 13. prosinca, 1955., Lisabon), portugalski psihijatar i neurokirurg. 
1949.g. dobio je Nobelovu nagradu za fiziologiju za svoje otkriće terapeutske lobotomije u liječenju određenih psihoza. Nagradu je podijelio sa švicarskim neurofiziologom Walter Rudolf Hessom.

## Vanjske poveznice
- 1949. Nobelova nagrada za fiziologiju ili medicinu (engl.)